# The Bard's Song (In the Forest)
«The bard's song (In the forest)» es un sencillo de la banda alemana de power metal, Blind Guardian, lanzado en el 2003. Contiene 5 diferentes versiones de éste, el cual es una de sus canciones más populares, la cual originalmente apareció en el álbum Somewhere Far Beyond.
La portada del single fue pintada por Leo Hao.
En los conciertos es común que Hansi Kürsch cante solamente la primera y tercera línea de la canción y posiblemente el último verso del coro, y después deja que el público cante el resto.[cita requerida]

## Lista de canciones
1. «The Bard's Song (In the Forest)» (Nueva versión de estudio) – 3:30
2. «The Bard's Song (In the Forest)» (Live, Milano, 10 de octubre de 2002) – 4:32
3. «The Bard's Song (In the Forest)» (Live, Múnich, 5 de mayo de 2002) – 4:29
4. «The Bard's Song (In the Forest)» (Live, Madrid, 4 de junio de 2002) – 4:30
5. «The Bard's Song (In the Forest)» (Pista multimedia: Live, Stuttgart, 6 de mayo de 2002) – 4:18